# Coupe d'Uruguay de football
La Coupe d'Uruguay de football (en espagnol Copa Uruguay, officiellement Copa AUF Uruguay) est une compétition de football à élimination directe créée en 2022. Elle est organisée par l'Association uruguayenne de football.
La compétition se déroule annuellement sur la seconde partie de l'année (correspondant au tournoi de clôture du championnat uruguayen). À compter de l'édition 2024, le vainqueur se qualifie pour la Supercoupe d'Uruguay,,.

## Histoire
Jusqu'à la création de la coupe, l'Uruguay ne comptait historiquement pas de coupe nationale de football, à la différence de la majorité de ses voisins sud-américains. La seule exception fut le Torneo de Copa, un tournoi n'ayant eu lieu qu'en 1969. Ce n'est qu'en 2018 que des équipes commencent à militer pour la création d'une coupe d'Uruguay.
Le 20 avril 2022, l'Association uruguayenne de football annonce la création de la Copa AUF Uruguay, approuvée à l'unanimité par les clubs concernés. La première édition, disputée de juin à novembre 2022, est reportée par le Defensor Sporting qui bat La Luz en finale sur le score d'un but à zéro.

## Format
La coupe ne comporte que des confrontations à élimination directe. Chaque saison, 94 équipes évoluant au sein des 5 premières divisions uruguayennes sont éligibles pour participer au tournoi, qui démarre par des tours préliminaires régionaux.
Les tours nationaux débutent à l'entrée des 14 clubs de Segunda División et des 14 clubs de première division amateure (3e niveau), qui rejoignent les 20 clubs de niveaux inférieur s'étant qualifiés. Ces 48 clubs participent à deux tours entre eux pour déterminer les 12 qui participeront aux 16es de finale.
Les 32 équipes qui participent aux 16es de finale sont :
- les 12 vainqueurs de la phase précédente ;
- les 16 équipes professionnelles de Primera División ;
- la meilleure équipe reléguée de Primera División la saison précédente ;
- les deux meilleurs équipes de première division amateure la saison précédente ;
- les deux finalistes de la dernière Copa Nacional de Clubes (la compétition provinciale).

À partir de ce tour, les équipes s'affrontent en matchs aller-retour, seule la finale se jouant en un seul match.
Le vainqueur de la compétition remporte, en plus du trophée, une prime de 100 000 dollars.

## Palmarès

### Par édition
| Édition | Vainqueur                  | Score                | Finaliste              | Stade                        |
| ------- | -------------------------- | -------------------- | ---------------------- | ---------------------------- |
| 2022    | Defensor Sporting Club     | 1 - 0                | La Luz FC              | Stade Centenario, Montevideo |
| 2023    | Defensor Sporting Club (2) | 2 - 2 ap (4 - 2 tab) | Montevideo City Torque | Stade Centenario, Montevideo |
| 2024    | Defensor Sporting Club (3) | 2 - 2 ap (3 - 1 tab) | Nacional               | Stade Centenario, Montevideo |

### Par club
| Club                   | Victoire(s) | Finale(s) | Éditions remportées | Finales perdues |
| ---------------------- | ----------- | --------- | ------------------- | --------------- |
| Defensor Sporting Club | 3           | -         | 2022, 2023, 2024    | -               |
| La Luz FC              | -           | 1         | -                   | 2022            |
| Montevideo City Torque | -           | 1         | -                   | 2023            |
| Nacional               | -           | 1         | -                   | 2024            |